# پیتر منسفیلد
سر پیتر منسفیلد (به انگلیسی: Sir Peter Mansfield)، (متولد ۹ اکتبر ۱۹۳۳ - درگذشته ۸ فوریه ۲۰۱۷)، دانشمند انگلیسی و یکی از مخترعان سیستم‌های نوین ام آر آی بود. پیتر منسفیلد در ۸ فوریه ۲۰۱۷ در سن ۸۳ سالگی درگذشت.
وی از بنیانگذاران این نوع پویشگر در دههٔ ۱۹۷۰ میلادی بود، و به همین دلیل بهمراه پال لاتربور برنده جایزه نوبل پزشکی سال ۲۰۰۳ می‌باشد.